# McCall's Magazine

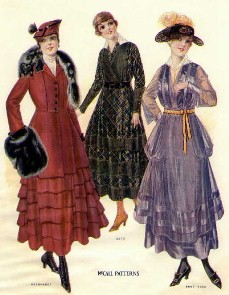
De mode in 1916 in McCall's

McCall's Magazine was een maandelijks Amerikaans vrouwentijdschrift, dat een grote populariteit genoot in een groot deel van de 20e eeuw, met een piek bij een lezerspubliek van 8,4 miljoen in de vroege jaren 1960. Het werd opgericht als een klein formaat tijdschrift genaamd The Queen in 1873. In 1897 werd het omgedoopt in McCall's Magazine-The Queen of Fashion (later ingekort tot McCall's) en vervolgens groeide het in omvang uit tot een groot formaat glossy. Het was een van de Seven Sistersgroep van damesbladen. 
McCall's publiceerde werk van bekende auteurs als Ray Bradbury, Gelett Burgess, Willa Cather, Jack Finney, F. Scott Fitzgerald, Barbara Garson, John Steinbeck, Tim O'Brien, Anne Tyler en Kurt Vonnegut.
Van juni 1949 tot haar dood in november 1962, schreef Eleanor Roosevelt een McCall's column, onder de titel If You Ask Me. De voormalige first lady gaf korte antwoorden op vragen gestuurd aan het tijdschrift.  
Vanaf mei 1951 tot ten minste 1995, werden Betsy McCall papieren poppen gedrukt in de meeste afleveringen. Kinderen konden de uitgeknipte poppetjes en kleding gedrukt op karton voor een kleine vergoeding (10 ¢ in 1957, 25 ¢ in 1967) bestellen. Betsy McCall werd zo populair dat verschillende grootte vinylpoppen werden geproduceerd door Ideal en Amerikaanse Character Dolls.  
Een andere populaire serie die gedurende vele jaren liep was de cartoonpanel It's All in the Family van Stan en Jan Berenstain.
Nagenoeg alle omslagen van het blad werden getekend door de Amerikaanse  kunstenares Neysa McMein.